# Clock Tower (1995)
Clock Tower (クロックタワー Kurokku Tawā?, "Klocktorn") är ett survival horror-peka-och-klicka-äventyrsspel som utvecklades och gavs ut av Human Entertainment till Super Famicom år 1995 och Wonderswan år 1999. En remake vid namn Clock Tower: The First Fear (クロックタワー 〜The First Fear〜?  "Klocktorn: Den första rädslan") släpptes 1997 till Playstation och Microsoft Windows. Spelet är den första delen i Clock Tower-serien.
Spelet har enbart givits ut officiellt på japanska, men det finns en inofficiell engelskspråkig fanöversättning.